# Cynthia Kadohata
Cynthia Kadohata (Chicago, 2 luglio 1956) è una scrittrice statunitense d'origine giapponese specializzata in letteratura per ragazzi.

## Biografia
Nata a Chicago nel 1956 da una famiglia nippo-americana di seconda generazione, ha trascorso una giovinezza nomade spostandosi con la famiglia in varie città degli Stati Uniti.
Ottenuto un B.A. in giornalismo alla University of Southern California, ha cominciato a scrivere racconti e a inviarli a numerose riviste fino a quando il New Yorker ha pubblicato la short-story Charlie O. nel 1986 e tre anni dopo, grazie all'interesse dell'agente letterario Andrew Wylie, è uscito il suo primo romanzo, The Floating World.
Autrice di opere per adulti e per ragazzi spesso incentrati su temi quali le difficoltà della crescita, le diversità culturali e la lotta per trovare il proprio posto nel mondo, nel 2005 ha ottenuto la Medaglia Newbery con Kira-kira e nel 2013 il National Book Award con The Thing About Luck.

## Opere (parziale)

### Romanzi
- The Floating World (1989)
- In the Heart of the Valley of Love (1992)
- The Glass Mountains (1995)
- Kira-kira (Kira-Kira, 2004), Milano, Mondadori junior, 2006 traduzione di Alessandra Orcese ISBN 978-88-04-55483-7.
- Weedflower (2006)
- Cracker! The Best Dog in Vietnam (2007)
- Outside Beauty (2008)
- A Million Shades of Gray (2010)
- The Thing About Luck (2013)
- Half a World Away (2014)
- Checked (2018)

## Premi e riconoscimenti
- Whiting Award: 1991 vincitrice nella categoria "Narrativa"[6]
- Medaglia Newbery: 2005 vincitrice con Kira-kira
- National Book Award per la letteratura per ragazzi: 2013 vincitrice con The Thing About Luck